# Oskar Merikanto
Frans Oskar Merikanto (fins a 1882 es feia dir Mattsson (Hèlsinki, 5 d'agost, 1868 - Oitti (assentament a Hausjärvi), 17 de febrer, 1924), va ser un compositor, músic, director d'orquestra i professor finlandès.
A diferència del seu contemporani Jean Sibelius, Oskar Merikanto va gravitar cap a una expressió més senzilla i més popular. Es va convertir en un dels compositors finlandesos més estimats entre la gent, que també va ser influenciat per la formació lingüística de Merikanto. Merikanto és especialment conegut per les seves cançons en solitari, com ara Pai, pai, paitaressu; Vespre a les cascades; Oh, encara recordes aquell himne; Una molla d'or i El so dels meus dolors sonen suaument, així com el vals de piano que va compondre als 17 anys, Summer Evening Waltz, Op. 1. També obres per a piano com Romance, Op. 12 i Valse lente, op. 33 són coneguts i populars. Merikanto va compondre 91 cançons en solitari.

## Carrera
Oskar Merikanto va fundar l'Òpera Finlandesa el 1911 i en va ser el primer director entre 1911 i 1922. L'obra Pohjan neiti, que Merikanto va presentar al concurs de composició, va ser la primera òpera en finès. També va servir com a crític musical durant molt de temps per a Päivälehti (més tard Helsingin Sanomat).

## Privadesa
Merikanto va compondre el Summer Evening Waltz per a la seva estimada de la infància Sally Enrothille, però finalment es va casar el 29 d'agost de 1892 amb Liisa Häyrynen (4 de febrer de 1869 - 14 de març de 1949). El seu únic fill va ser el compositor Aarre Merikanto. El seu fill va ser l'escultor Ukri Merikanto. Tots estan enterrats a la mateixa tomba al cementiri de Hietaniemi. Una tomba-monument d'Yrjö Liipola que va ser inaugurada el 1927.

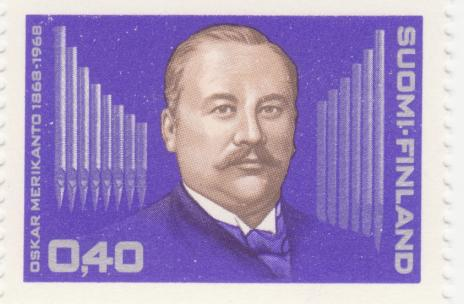
Segell de Merikanto de 1968.

## Composicions
Article detallat: Llista de composicions d'Oskar Merikanto a la Viquipèdia finesa.